# 美國陸軍第1步兵師
第1步兵師（英語：1st Infantry Division）是美國陸軍中歷史最悠久的師，曾立下不少戰功。由於這個單位的標誌有一個紅色阿拉伯數字1，因而隊名為「大紅一師」（The Big Red One）。

## 歷史

### 第二次世界大戰

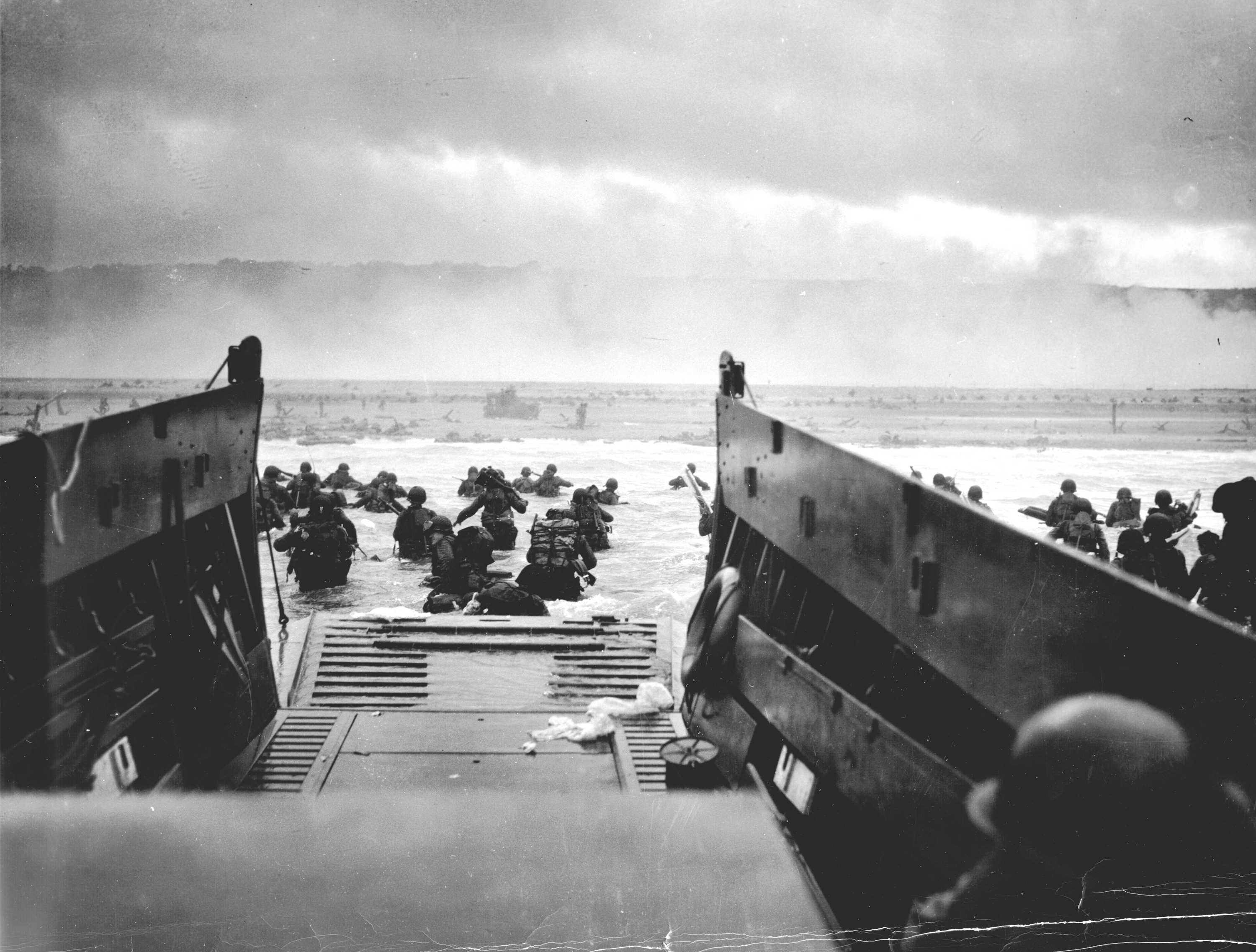
正在由登陸艇走向奧馬哈灘頭的第1步兵師士兵

一開始，第1步兵師參與了火炬行動，以及西西里島戰役。
1944年6月，盟軍在諾曼地展開二戰中最大規模登陸作戰。其中第1步兵師、第29師及遊騎兵部隊於奧馬哈海灘展開登陸。奧馬哈海灘是諾曼地登陸戰役中戰鬥最為激烈的海灘。盟軍在奧馬哈灘頭遭受了巨大的損失，僅陣亡者就達2500人。儘管如此，倖存下來的小股登陸部隊還是成功在當天戰鬥結束時，成功穩固橋頭堡。其後,美軍發動眼鏡蛇行動,第1步兵師與其他一眾美軍部隊順利突破德軍防線。
其後,第1步兵師與盟軍一路還越法國並展開連續進攻，直到九月份到達德國邊境亞琛。其後,第1步兵師參與了圍攻亞琛的行動。在攻下亞琛後,第1步兵師向亞琛東面的許特根森林推進。其後便轉移到大後方進行重整和休息。當突出部之役爆發時,第1步兵師立刻於12月17日趕往前線增援。當突出部之役結束後,第1步兵師便隨着盟軍越過齊格菲防線及萊茵河,攻入德國。

## 目前的結構

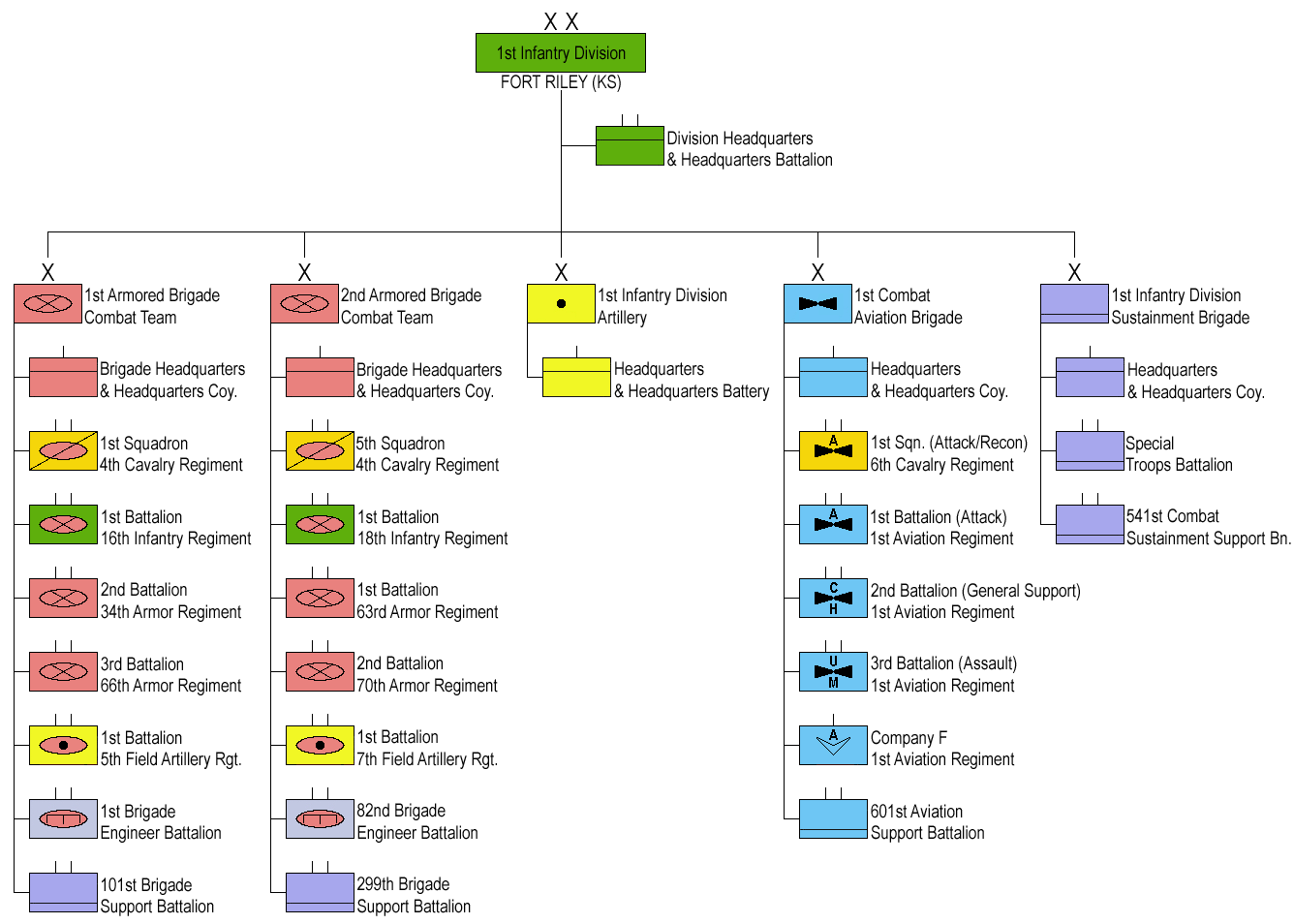
1st Infantry Division order of battle

第1步兵师下辖单位如下：
师指挥部和师指挥部营
- 指挥部及支援连
- 行动连
- 情报和维持连
- 师属通讯连
- 师军乐队
- 护旗骑兵队

第1装甲旅级战斗队“魔鬼”
旅指挥部和旅指挥部连
第2装甲旅级战斗队“匕首”
- 旅部及旅部连
- 第4骑兵团5营
- 第63装甲团1营
- 第70装甲团2营
- 第18步兵团1营“先锋”
- 第7野战炮兵团1营
- 第82旅工兵营
- 第299旅支援营

第1步兵师师属炮兵群
- 指挥部及指挥部连

第1步兵师战斗航空旅“恶魔”
- 旅指挥部和旅指挥部连
- 第1航空团1营（24架AH-64D）
- 第6骑兵团1营（24架OH-58）
- 第1航空团2营（8架UH-60L/M，10架CH-47D，10架HH-60L/M）
- 第1航空团3营 （30架UH-60M）
- 第601航空支援营